# Reinos vikingos de Dinamarca

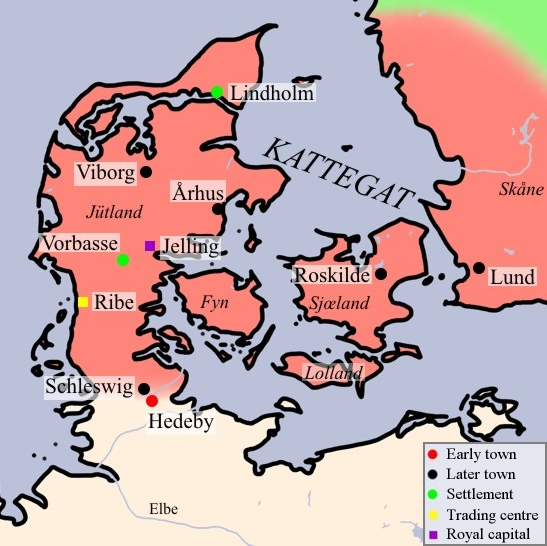
Mapa de la Dinamarca vikinga

Los reinos vikingos de Dinamarca fueron pequeños territorios gobernados por caudillos que tenían categoría de monarcas absolutos. Esos territorios formarían posteriormente el reino de Dinamarca. Siguiendo una evolución similar a los reinos vikingos de Noruega y compartiendo un idioma común con todos los pueblos nórdicos en aquel entonces (el nórdico antiguo), los reinos daneses se mantuvieron muy activos en la política de Escandinavia y los acontecimientos del Báltico, participando en todos sus eventos, pero también con el Imperio carolingio por compartir frontera común. La especial forma de su territorio dio pie a la existencia de dos grandes reinos en Jutlandia y Selandia y a pequeños enclaves independientes, como los de Hedeby y Jomsborg (la fortaleza de los legendarios jomsvikingr), en distintos momentos de su historia.
Los daneses fueron el resultado de los asentamientos de jutos y cimbrios en Jutlandia y de pobladores procedentes de Escania (Suecia) en Selandia que expulsaron a los hérulos para conquistar sus tierras. Aparecen en los escritos de los historiadores Jordanes y Procopio. Las principales fuentes históricas y legendarias sobre el origen de los primeros reinos daneses proceden de la Gesta Danorum, el Chronicon Lethrense, los Annales Lundenses y la Hrólfs saga kraka. Según la leyenda, el primer monarca de Dinamarca, que dio nombre al pueblo danés, fue el rey Danus, mientras que su hermano Angul es el mismo referente para los anglos según la Gesta Danorum de Saxo Grammaticus. La leyenda relata que Danus evitó la conquista de Selandia por los ejércitos del emperador romano Augusto.

## Reyes legendarios
Según una tradición, los reyes daneses eran elegidos en la asamblea de Vébjorg (hoy Viborg, norte de Jutlandia) desde mucho antes de la Era vikinga. Los reyes legendarios relacionados en Gesta Danorum de Saxo Grammaticus, se mencionan la mayoría como reyes de Lejre y pertenecen a la protohistoria danesa:
- Danus
- Humblus
- Lotherus
- Skjöld
- Gram
- Hadingus

Saxo omite a Odín en la genealogía de los reyes daneses e imputa a Hadingus la paternidad de Frode (ver abajo, reino de Lejre).

## Jylland (Jutlandia)

### Casa de Halfdan
Los hijos de Halfdan fue un clan familiar de caudillos y reyes vikingos de Jutlandia y posiblemente otros territorios de Dinamarca, herederos de Halfdan, un caudillo enviado por el rey Sigfred (posiblemente padre de Godofredo) a la corte carolingia, probablemente vinculados a la casa real dominante y en su objetivo de arrebatar el poder a los hijos de Godofredo tras su cruenta muerte, no dudaron en buscar el apoyo de Carlomagno. Todos tuvieron un papel reivindicativo y beligerante en la guerra civil danesa a principios del siglo IX (810 – 812 y 819 – 827) como pretendientes al trono en oposición a los herederos de Godofredo I.
Los hijos de Halfdan fueron:
- Anulo[3]
- Hemming Halfdansson (posiblemente Hemming II, r. 812)
- Ragnfrid
- Harald Klak

También estaban vinculados familiarmente caudillos daneses de los asentamientos en Frisia, igualmente pretendientes a la corona danesa en un momento u otro, como:
- Rorik de Dorestad
- Harald hermano de Rorik
- Rodulf Haraldsson, hijo de Harald
- Hemming, primo de Rorik y Harald
- Godofredo Haraldsson, hijo de Harald Klak y también primo de Rorik y Harald

### Casa de Godofredo
Ostentaron el poder durante toda la guerra civil del siglo IX y eran abiertamente hostiles al Imperio carolingio. La mayoría de gobernantes fueron leales al paganismo y poco tolerantes con el cristianismo y los intentos de evangelización. Godofredo, hijo de Sigfred, inició los primeros tramos de Danevirke, una defensa amurallada que separaba Jutlandia del imperio de Carlomagno.
Los monarcas de Jutlandia fueron:
- Godofredo I de Dinamarca
- Hemming
- Horik I, tuvo que enfrentarse a Rorik de Dorestad y Godofredo Haraldsson que también buscaban el poder tras la muerte de Hemming.[4]
- Horik II, fue forzado a aceptar las fronteras de Jutlandia en el río Eider y las posesiones de Dorestad por aliados daneses de los francos en 857.[5]
- Bagsecg, lideró la conquista de Inglaterra encabezando el gran ejército pagano. Aun siendo el sucesor de Horik II no parece que tuviese vínculos directos con la dinastía de Godofredo.

### Hedeby
Hedeby fue uno de los principales emporios comerciales vikingos. Godofredo I alentó el comercio en Hedeby atacando la ciudad eslava de Reric (hoy Lübeck) e incentivando a los comerciantes y viajeros a trasladarse al nuevo enclave. A finales del siglo IX Olof el Descarado, un vikingo procedente de Suecia, según Adán de Bremen derroca al rey Halga, se apodera de Hedeby y funda una dinastía que perduraría durante al menos dos generaciones.
El último monarca de la casa de Olaf fue Sigtrygg Gnupasson y a partir de ahí surgen reyes legendarios que todavía algunos de ellos se consideran parte de la protohistoria danesa y aparecen en diversas sagas nórdicas:
- Harthacnut I
- Gorm el Viejo
- Harald Blåtand
- Svend I de Dinamarca
- Harald II de Dinamarca
- Canuto el Grande
- Canuto Hardeknut (quien nombró heredero de la corona danesa a Magnus I de Noruega)

## Reino de Lejre
Lejre (nórdico antiguo: Hleiðargarðr, latinizado como Hleidargard.) era la capital de un territorio de la Edad de hierro, conocido como reino de Lejre, que según la leyenda estaba gobernado por reyes de la dinastía Skjöldung; históricamente se asume que es la directa predecesora de la Dinamarca medieval y donde se encontraba Heorot, el recinto real que se menciona en Beowulf y otras historias contemporáneas del siglo IV. Se han encontrado restos arqueológicos de ese periodo, así como una famosa estatuilla conocida como Odín de Lejre.
Tietmaro de Merseburgo detalló en su Chronicon un sangriento ritual pagano que se celebraba cada nueve años en Lejre, en el mes de enero, donde se sacrificaban 99 hombres junto a un mismo número de caballos, perros y halcones, en honor a los dioses. Basándose en información que adquirió en 934, tras la invasión de Enrique I el Pajarero, en 1015 escribió:
He oído extrañas historias sobre víctimas sacrificadas en tiempos antiguos, y no permitiré que no se mencione tal práctica. En un lugar llamado Lederun [Lejre], la capital del reino del distrito de Selon [Selandia], las gentes se reunían cada nueve años en enero, esto es tras la celebración del nacimiento de nuestro Señor, y allí ofrecían a los dioses 99 hombres, y otros tantos caballos, junto a perros y halcones.
Las crónicas hablan de un «gran reino danés de incomparable esplendor en todos los aspectos, poderosa fortaleza, mucho mejor que cualquier otro lugar y ningún otro hombre ha podido escuchar».
Muchos reyes legendarios (ver arriba) se proclamaban reyes de Lejre (hoy Selandia), y la historia y leyendas de sus reyes se documenta en la crónica de los reyes de Lejre, Chronicon Lethrense (siglo XII) y Hrólfs saga kraka. Entre los monarcas legendarios se encuentran Harald Hilditonn, los hijos de Ragnar Lodbrok (liderados por Ivar el Deshuesado que se asentó en Lejre según Ragnarssona þáttr), Hrólfr Kraki y Hrörek de Lejre.
Los reyes legendarios de Lejre:
- Skjöld, hijo de Odín
- Fridleif Skjöldsson
- Frodi Fridleifsson
- Herleif Frodesson
- Havard Den Handramme
- Frodi Havarrson
- Vermund vitri Frodesson (el Sabio)
- Olaf Vermundsson (el Humilde)
- Dan (el Orgulloso)
- Frodi den fridfulle Dansson (el Pacífico)
- Fridleif Frodarsson
- Frodi Fridleifsson (el Valiente)
- Halvdan Frodesson (el Alto)
- Hroðgar, Heorogar y Halga.
- Hrólfr Kraki (a partir de Hrólfr Kraki las fuentes conocidas no coinciden y la información es confusa)

## Reino de Angeln

Estimación del territorio que abarcaba el reino de Angeln.

El reino de Angeln (o Anglia, alemán: Angeln; danés: Angel; latín: Anglia), fue un pequeño reino ubicado en el sector meridional de la península de Jutlandia. Era patria de los anglos y fronterizo con el territorio de los sajones. No se conoce con exactitud su extensión como reino pero probablemente comprendía el norte de Schleswig-Holstein, actualmente en Alemania. Los anglos fueron protagonistas de la mayor emigración de un pueblo germánico a las islas británicas, en particular hacia Midlands, norte de Inglaterra y Anglia Oriental de quien recibió el nombre del pueblo anglo y Angeln como herencia. Entre sus monarcas, destacan los legendarios Angul y Heremod. Saxo Grammaticus menciona los tres primeros caudillos de la siguiente lista y sus vidas:
- Wiglek, hijo de Odín, que sucedió a Rorik Slyngebond en el trono de Lejre.
- Wermund, hijo de Wiglek y protagonista de un próspero reinado.
- Offa, hijo de Wermund, conquistó territorio a los sajones y amplió su reino.
- Angeltheow hijo de Offa.
- Eomer, hijo de Angeltheow.
- Icel, hijo de Eomer, participó en la invasión anglosajona de Gran Bretaña.

### Etimología
Existe la teoría que “Angeln” tiene su origen en la palabra alemana “eng” que significa “estrecho”, cuyo significado sería "pueblo que vive al lado del estrecho [agua]", que podría ser el estuario de Schlei, o "apretado".
Otra teoría, más aceptada, es que Angeln significa "gancho" (como el anzuelo para la pesca), aunque la mayoría de diccionarios etimológicos lo silencian como raíz. El lingüista Julius Pokorny, propone su interpretación, Anwohner der Holsteiner Bucht, que significa Residentes en la Bahía de Holstein.
Los anglos pertenecían a la federación de los ingaevones, cuyo ancestro común según las leyendas era el dios de la fertilidad Yngvi, que tiene la misma raíz y posiblemente común con otros nombres antiguos como Hardanger y los angrivarii.
Según Chronicon Lethrense y Gesta Danorum, uno de sus reyes, Wiglek (Wihtlæg) sucedió en el trono al rey Hrœrekr slöngvanbaugi de Lejre. La leyenda cita a Wiglek como uno de los hijos del mismísimo Odín.
No es hasta el reinado de Harald Blåtand (siglo X) cuando Dinamarca muestra un perfil de territorio unificado (véase Reyes vikingos).